# Висмутид платины
Висмутид платины — бинарное неорганическое соединение
платины и висмута
с формулой PtBi,
кристаллы.

## Получение
- Сплавление стехиометрических количеств чистых веществ:

{\displaystyle {\mathsf {Pt+Bi\ {\xrightarrow {780^{o}C}}\ PtBi}}}

## Физические свойства
Висмутид платины образует кристаллы
гексагональной сингонии,
пространственная группа P 63/mmc,
параметры ячейки a = 0,4324 нм, c = 0,5501 нм, Z = 2,
структура типа арсенида никеля NiAs
.
Соединение конгруєнтно плавится при температуре 780°С .

## Применение
- Перспективный катализатор в топливных элементах [3][4].